# Homoneura opacithorax
Homoneura opacithorax är en tvåvingeart som beskrevs av Malloch 1929. Homoneura opacithorax ingår i släktet Homoneura och familjen lövflugor. Inga underarter finns listade i Catalogue of Life.